# Cord Meckseper
Cord Meckseper (* 29. Oktober 1934 in Bremen) ist ein deutscher Bauforscher und Architekturhistoriker.

## Leben
Nach dem Architekturstudium an der TH Stuttgart arbeitete Meckseper am dortigen Lehrstuhl für Baugeschichte und Bauaufnahme als Wissenschaftlicher Assistent und promovierte über die hochmittelalterliche Stadtbaugeschichte von Rottweil am Neckar. Er habilitierte sich und wurde Universitätsdozent für das Lehrgebiet „Stadtbaugeschichte“. 1973–1974 war er Professor für Geschichte, Theorie und Kritik der Architektur an der Staatlichen Hochschule für bildende Künste Berlin. 1973 wurde er als Ordinarius für Bau- und Kunstgeschichte an die Universität Hannover berufen. Nach seiner Emeritierung 1999 widmet er sich weiterhin der Forschung zur Baugeschichte insbesondere des Mittelalters.
Ab 1979 war er wesentlich an den Vorbereitungen zur Niedersächsischen Landesausstellung „Stadt im Wandel. Kunst und Kultur des Bürgertums in Norddeutschland“ in Braunschweig beteiligt, die 1985 im Braunschweigischen Landesmuseum und der Burg Dankwarderode gezeigt wurde. In den Jahren 1986 bis 1994 war er Vorsitzender der Koldewey-Gesellschaft – Vereinigung für baugeschichtliche Forschung, 1989 bis 1995 Vizepräsident der Deutschen Burgenvereinigung. Seit 1992 ist er Mitglied der Klasse für Geisteswissenschaften der Braunschweigischen Wissenschaftlichen Gesellschaft.
Cord Meckseper ist der ältere Bruder des Malers und Grafikers Friedrich Meckseper.

## Veröffentlichungen (Auswahl)
- Castel del Monte: Seine Voraussetzungen in der nordwesteuropäischen Baukunst  in: Zeitschrift für Kunstgeschichte, Bd. 33, H. 3, S. 211–231
- Rottweil. Untersuchungen zur Stadtbaugeschichte im Hochmittelalter. 1970 (Dissertation, Universität Stuttgart, 1970).
- Kleine Kunstgeschichte der deutschen Stadt im Mittelalter. Wissenschaftliche Buchgesellschaft, Darmstadt 1982, ISBN 3-534-08579-5; 3., textlich unveränderte Auflage 2011 (ISBN 978-3-534-24022-7).
- [Mitherausgeber]: Die Stadt in der Literatur. Vandenhoeck & Ruprecht, Göttingen 1983, ISBN 978-3525334911.
- Das Leibnizhaus in Hannover. Die Geschichte eines Denkmals. Mit einem größeren Beitrag zum Bau von 1652 von Ingrid Krüger. Hrsg. v. d. Gottfried-Wilhelm-Leibniz-Gesellschaft e. V. Schlütersche Verlagsanstalt, Hannover 1983, ISBN 3-87706-192-3.
- (Hrsg.): Stadt im Wandel. Kunst und Kultur des Bürgertums in Norddeutschland 1150-1650. Ausstellungskatalog Landesausstellung Niedersachsen 1985, Bd. 1–4. Cantz, Stuttgart-Bad Cannstatt 1985, ISBN 3-922608-37-X.
- "Papier ist geduldig". Wie die Magdeburger Pfalz Ottos des Großen aufgefunden wurde und sich der Forschung wieder zu entziehen begann. In: Stefanie Lieb (Hrsg.), Form und Stil. Festschrift für Günther Binding zum 65. Geburtstag. Wissenschaftliche Buchgesellschaft, Darmstadt 2001, ISBN 3-534-14959-9, S. 75–82.
- Das Piano nobile. Eine abendländische Raumkategorie. Olms, Hildesheim 2012, ISBN 978-3-487-14742-0.
- Architektur-Wissenschaft: Glasperlenspiele und das leibhaftige Einhorn. In: Braunschweigische Wissenschaftliche Gesellschaft. Jahrbuch 2012. J. Cramer Verlag, Braunschweig 2013, ISBN 978-3-934656-32-1, S. 237–244.